# Bayern 3
Bayern 3 ist das dritte Hörfunkprogramm des Bayerischen Rundfunks und dessen Popwelle.

## Geschichte

### Service-Welle
Sendestart von Bayern 3 war am 1. April 1971. Zuvor wurde auf den Frequenzen seit 1964 in den Abendstunden das Gastarbeiterprogramm der ARD übertragen. Als "Die Servicewelle von Radio München" startete Bayern 3 als bundesweit erste Service-Welle: Das Programm beinhaltete stündliche Nachrichten, Verkehrsfunk und aktuelle Informationen, wie zum Beispiel Segelflugwetter, Lawinenlage und Wasserstandsmeldungen. In den ersten Jahren liefen zunächst hauptsächlich vorproduzierte – teils unmoderierte – Sendungen. Nachrichten und ganze Sendungen wurden zeitweise auch direkt von Bayern 1 übernommen. Dabei gab es zum Teil mehrere Minuten lange Schaltpausen, in denen nur das Signal des Bayerischen Rundfunks, die Melodie der Liedzeile Solang der alte Peter zu hören war. Ende der 1970er Jahre sendete Bayern 3 Mitmachkurse wie die Isometrischen Übungen gegen Verspannungen am Arbeitsplatz. Im Programm fanden sich auch Fitnessübungen für Skifahrer, die von Rosi Mittermaier und Christian Neureuther moderiert wurden.

### Magazin und Musik

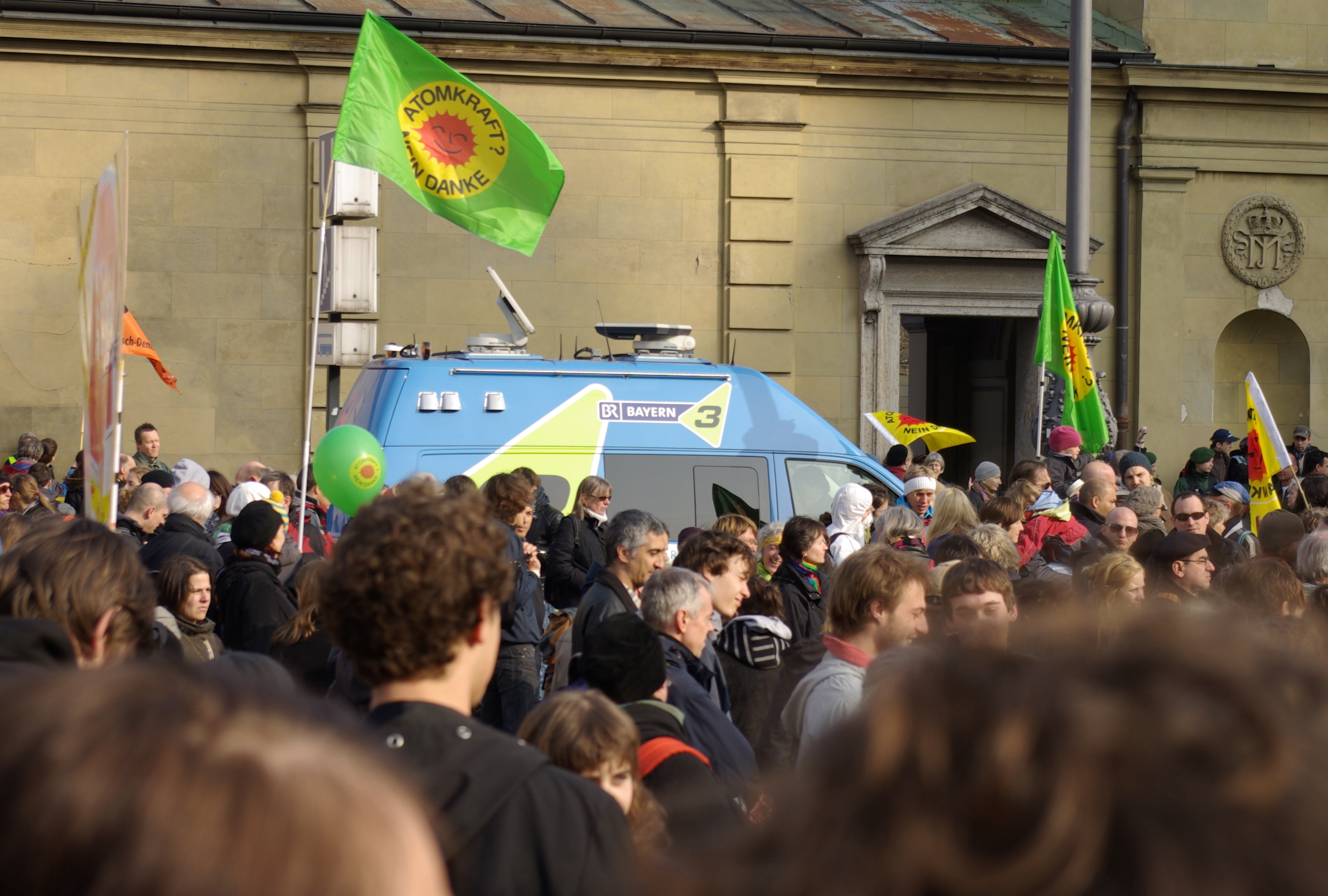
Übertragungswagen des Senders auf einer Großdemonstration in München, 2011

Ab den 1980er Jahren prägte eine Kombination aus moderierten Musiksendungen und journalistischen Informationen das Programm. Bekannte Bayern-3-Moderatoren dieser Zeit waren Thomas Gottschalk, Günther Jauch, Thomas Brennicke, Peter Illmann, Jürgen Herrmann und Fritz Egner.
In den frühen 1990er Jahren lag die Musikauswahl noch in den Händen einzelner Musikredakteure oder der Moderatoren. Dies wurde zugunsten einer angestrebten Durchhörbarkeit des Programms durch eine einheitliche Musikfarbe im Sinne eines Adult-Contemporary-Formats aufgegeben. Auch Magazinsendungen wie das auf aktuelle Berichterstattung orientierte Morgentelegramm wurden zugunsten einer Erweiterung von Unterhaltung und Verbraucherthemen eingestellt.

### Nachtprogramm
Zwischen dem Ende der 1980er Jahre und dem 6. Januar 2008 übernahm Bayern 3 fünfmal pro Woche in den Nachtstunden das Programm anderer Anstalten, wie beispielsweise die ARD-Popnacht oder Shows des SWR3. Seither produziert Bayern 3 täglich ein eigenes Nachtprogramm.

### Neue Formate
Ab Mai 2013 übernahm Bayern 3 jeweils von Freitag 22:00 Uhr bis Samstagfrüh um 05:00 Uhr das Programm der BR-Jugendwelle Puls. Diese Neuausrichtung setzte sich mit einer Programmreform ab August 2015 fort: Über 20 Jahre lang sendete Bayern 3 wochentags ab 22:00 Uhr themenbezogene Musiksendungen moderiert von Musikredakteuren unter dem Titel NightLife (so etwa „Singers & Songs“ am Montag, „Classic Rock“ dienstags und am Mittwoch „Baumanns Rockperlen“). Auch weitere Abendprogramme waren mit speziellen Sendungen belegt, der Newcomershow am Donnerstagabend (vormals Freitagabend) und dem nach dem 40-jährigen Sendejubliläum geschaffenen Kultabend (Sonntag 20:00 Uhr bis 22:00 Uhr). Ab dem 3. August 2015 wurde der 22:00 Uhr-Sendeplatz in der Woche durch die „Bayern 3 Spätschicht“ belegt. Diese Sendung war in Kooperation mit Puls gestaltet worden. Im Gegenzug erstellt Bayern 3 das Nachtprogramm zum Samstag (00:05 Uhr bis 05:00 Uhr) wieder selbständig. Im Zuge der Programmreform verließen einige Moderatoren den Sender, darunter Jim Sampson und Fred Kogel. Ende Dezember 2018 wurde die „Bayern 3 Spätschicht“ aufgrund einer erneuten Umstrukturierung im Abendprogramm eingestellt. Damit endete auch die Zusammenarbeit mit Puls.

### Senderlogos

Logo in den 1980er Jahren
Logo bis 1996
Logo 1996 bis 1997
Logo 1997 bis 1998
Logo 1998 bis 2007
Logo 2007 bis 2015
Logo bis 2025
Logo seit 2025
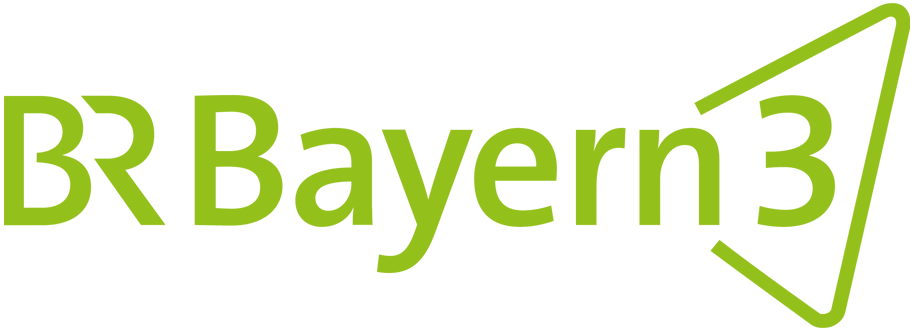
Logo-Variante

## Gegenwart

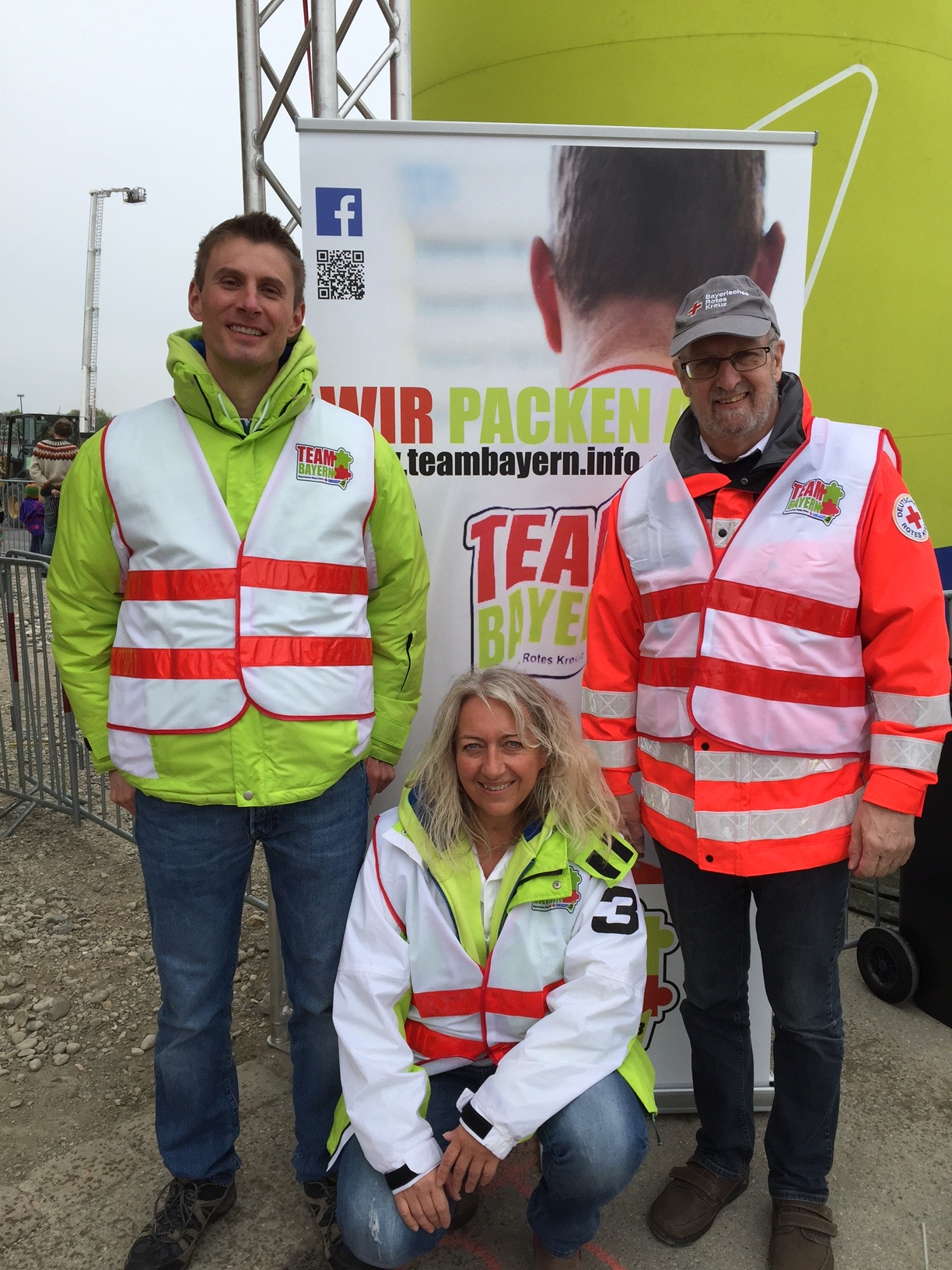
„Team Bayern“ (2016)

Bayern 3 spielt vorzugsweise die Hits von den 2000er-Jahren bis heute sowie insbesondere in den Abendstunden auch vermehrt neue Musik. Als Kernzielgruppe sind die Hörer im Alter von 14 bis 49 Jahren definiert. Musik, Information und interaktive Einbindung prägen das Programm. Community-Formate sind  „Was koch ich heute?“ oder „Soll ich oder soll ich nicht?“. Bayern 3 organisiert außerdem immer wieder Public-Value-Aktionen, also Maßnahmen, die gesellschaftlichen Nutzen bieten und soziales Engagement fördern sollen. Zu diesen zählen beispielsweise Hilfsaktionen mit dem „Team Bayern“ für mehr Ersthelfer, „Gaffen geht gar nicht“ für mehr Sicherheit im Straßenverkehr oder „112 Bayern 3 – gemeinsam für mehr Kinderfeuerwehren in Bayern“.

### Unterhaltungsformate

#### Die Bayern 3 Frühaufdreher
„Die Bayern 3 Frühaufdreher“ werden montags bis freitags von 05:00 Uhr bis 09:00 Uhr gesendet, aktuell präsentiert von Jacqueline Belle und Jerry Gstöttner, im Zwei-Wochen-Rhythmus abwechselnd mit Steffi Fischer und Sebastian Winkler (Stand: Ende März 2025). Bekannte Moderatoren in der Vergangenheit waren Bernhard “Fleischi” Fleischmann, Claudia Conrath und Axel Robert Müller.

#### Die Bayern 3 Chart Show (ehemals „Schlager der Woche“)
Die GfK ermittelt im Auftrag von Bayern 3 die offiziellen bayerischen Verkaufs-Charts. Sie werden freitags von 19:00 Uhr bis 21:00 Uhr in der Sendung „Die Bayern 3 Chart Show“ (früher unter dem Namen „Schlager der Woche“) gespielt und veröffentlicht. Bayern 3 bietet zudem online einen Rückblick zu den Platzierungen der vergangenen 40 Jahre an.

#### Die SamstagsCrasher
Stefan Kreutzer und Sebastian Schaffstein senden samstagvormittags einen aktuellen satirischen Wochenrückblick. Das Format wurde unter dem Namen „Die Stefans“ im Jahr 2015 für die Sendung zum Thema „Religionen und Humor“ mit dem Deutschen Radiopreis ausgezeichnet.

#### „Das schaffst du nie!“
„Das schaffst du nie!“ ist eine Unterhaltungssendung, die am 15. Februar 2024 auf Bayern 3 Premiere feierte. Ursprünglich bei Funk untergebracht, wird die Sendung nun von den Hosts Julia Nageler und Sebastian Meinberg sowie dem Redakteur Marc Seibold präsentiert. In der Show werden die Hosts vor herausfordernde Aufgaben gestellt, die von Redakteur Marc vorgestellt werden. Neue Folgen werden jeden Donnerstag um 15:00 Uhr auf YouTube und in der ARD-Mediathek veröffentlicht.

### Informationsformate

#### Bayern 3 – Nachrichten
Die Bayern 3-Nachrichten laufen zu jeder vollen Stunde im Programm, morgens zwischen 05:00 Uhr und 09:00 Uhr werden die Nachrichten in der Woche alle 30 Minuten gesendet. Zudem gibt es montags bis freitags von 12:30 Uhr bis 18:30 Uhr zu jeder halben Stunde das Format Bayern 3 um halb, in dem die wichtigsten Meldungen aus den bayerischen Regionen zu hören sind.

#### Bayern 3 – Wetter
Das Bayern 3-Wetter wird montags bis freitags von 09:00 Uhr bis 19:00 Uhr von den Bayern 3-Wetterpräsentatoren zu jeder vollen und jeder halben Stunde gesendet. Außerhalb dieser Zeiten übernehmen dies die Moderatoren selbst, von 19:00 Uhr bis 05:00 Uhr jeweils zur vollen Stunde. Am Wochenende sind die Präsentatoren von 08:00 Uhr bis 16:00 Uhr anwesend und informieren alle 30 Minuten über das Wetter, von 05:00 Uhr bis 08:00 Uhr sowie von 16:00 Uhr bis 20:00 Uhr erfolgen die Wettermeldungen durch die Moderatoren ebenfalls halbstündlich.

#### Bayern 3 – Verkehrsupdate
„Das Bayern 3-Verkehrsupdate“ berichtet zu jeder vollen und halben Stunde von der Verkehrslage auf den bayerischen Autobahnen, Bundesstraßen und Bahnen. Außerdem kann die laufende Sendung zu jeder Zeit unterbrochen werden, beispielsweise für eine Geisterfahrer-Meldung. Seit Anfang 2014 wird bei größeren Staus und Behinderungen der Zeitverlust mit verlesen.
Die Melodie, die vor den Verkehrshinweisen zu hören ist, sind die Anfangsnoten des alten Münchner Volksliedes Solang der alte Peter. Gemeint ist damit die älteste noch erhaltene Stadtkirche Sankt Peter in München.

### Zuhörerakzeptanz
Die Zuhörerakzeptanz von Bayern 3 drückt sich in den Erhebungsauswertungen der Arbeitsgemeinschaft Media-Analyse e. V. (agma) in der Media-Analyse Audio (ma Audio) aus. Demnach hören täglich bundesweit 2,23 Millionen Menschen Bayern 3. Die angegebene Tagesreichweite in Bayern beträgt 17,7 Prozent (ma 2025 Audio I).

## Verbreitung

### Terrestrisch
- UKW: Das Programm ist bayernweit über UKW zu empfangen und wird innerhalb der terrestrischen Reichweite auch in alle Kabelnetze eingespeist.

| UKW Frequenzliste                 |      |          |
| Senderstandort                    | MHz  | ERP (kW) |
| Mainfranken                       |      |          |
| Burgsinn                          | 99,3 | 0,01     |
| Kreuzberg/Rhön                    | 96,3 | 100      |
| Pfaffenberg bei Aschaffenburg     | 93,4 | 25       |
| Würzburg                          | 97,6 | 5        |
| Ober- und Mittelfranken           |      |          |
| Bamberg-Geisberg                  | 99,8 | 25       |
| Büttelberg/Frankenhöhe            | 99,3 | 25       |
| Coburg                            | 99,2 | 5        |
| Dillberg bei Neumarkt/Opf         | 97,9 | 25       |
| Sender Ebersdorf                  | 93,1 | 0,02     |
| Ochsenkopf/Fichtelgebirge         | 99,4 | 100      |
| Niederbayern und Oberpfalz        |      |          |
| Brotjacklriegel/Bayerischer Wald  | 94,4 | 100      |
| Dillberg bei Neumarkt/Opf.        | 97,9 | 25       |
| Hohe Linie bei Regensburg         | 99,6 | 25       |
| Hoher Bogen bei Furth im Wald     | 94,7 | 50       |
| Landshut (Altdorf)                | 95,3 | 0,25     |
| Ochsenkopf/Fichtelgebirge         | 99,4 | 100      |
| Passau                            | 90,4 | 0,5      |
| Schwaben                          |      |          |
| Augsburg                          | 98,3 | 0,1      |
| Balderschwang                     | 99,4 | 0,02     |
| Burgberg-Halden                   | 96,9 | 0,1      |
| Grünten/Allgäu                    | 95,8 | 100      |
| Hühnerberg bei Donauwörth         | 99,5 | 25       |
| Lindau (Hoyerberg)                | 94,0 | 0,5      |
| Pfronten                          | 93,5 | 0,05     |
| Ulm                               | 98,4 | 0,1      |
| Weiler                            | 99,4 | 0,05     |
| Oberbayern                        |      |          |
| Bad Reichenhall                   | 98,3 | 0,3      |
| Bad Tölz (Gaißach)                | 97,7 | 0,1      |
| Berchtesgaden                     | 94,2 | 0,3      |
| Eichstätt                         | 91,5 | 0,1      |
| Garmisch-Partenkirchen (Kreuzeck) | 97,7 | 0,1      |
| Gelbelsee bei Ingolstadt          | 97,6 | 25       |
| Herzogstand bei Kochel            | 91,0 | 0,1      |
| Hochberg bei Traunstein           | 95,9 | 5        |
| Inntal bei Kiefersfelden          | 95,9 | 0,05     |
| München-Ismaning                  | 97,3 | 25       |
| Oberammergau                      | 96,1 | 0,01     |
| Reit im Winkl                     | 97,1 | 0,1      |
| Tegernseer Tal (Wallberg)         | 99,7 | 0,1      |
| Untersberg                        | 96,1 | 0,1      |
| Wendelstein                       | 98,5 | 100      |

- DAB+: Das Programm wird via DAB+ bayernweit im Kanal 11D ausgestrahlt. Auch in Südtirol wird Bayern 3 von der Rundfunk-Anstalt Südtirol im Standard DAB+ ausgestrahlt.

### Internet
- Web: Der Livestream kann auf der BR-Webseite abgerufen werden. Er wird derzeit als MP3-Stream mit 128 kbit/s angeboten.

- App: Über die BR-Radio-App für Android und iOS kann der Livestream über die HLS-Technologie gehört werden und mit Titel-, Programm- und Moderatoreninfos interagiert werden. Zudem kann man über die App im Radioprogramm entlang einer Zeitleiste zurückspulen und Sendungen nachhören.[29]

### Weitere Empfangswege
- Satellit: Bayern 3 kann via DVB-S über Astra 19,2° Ost im ARD-Paket empfangen werden. Es ist außerdem über Satelio im südlichen Afrika empfangbar.
- Audiothek: Die Podcasts von Bayern 3 stehen in der ARD Audiothek zur Verfügung.

### Technische Neuerungen
Bayern 3 hat im Laufe der Zeit technische Neuerungen entwickelt. Es erarbeitete 2019 im Zuge eines um Smart Speaker zentrierten Projekts auch digitale Assistenten zur Verbesserung der Stimmqualität speziell für Gespräche von Radio-Moderatoren und Zuhörern; andere Sender griffen die Ergebnisse auf.

## Veranstaltungen

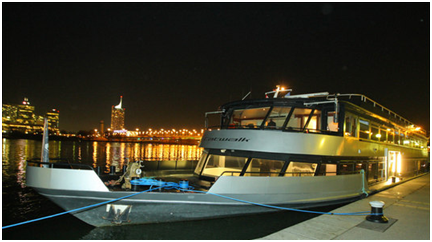
MS Catwalk

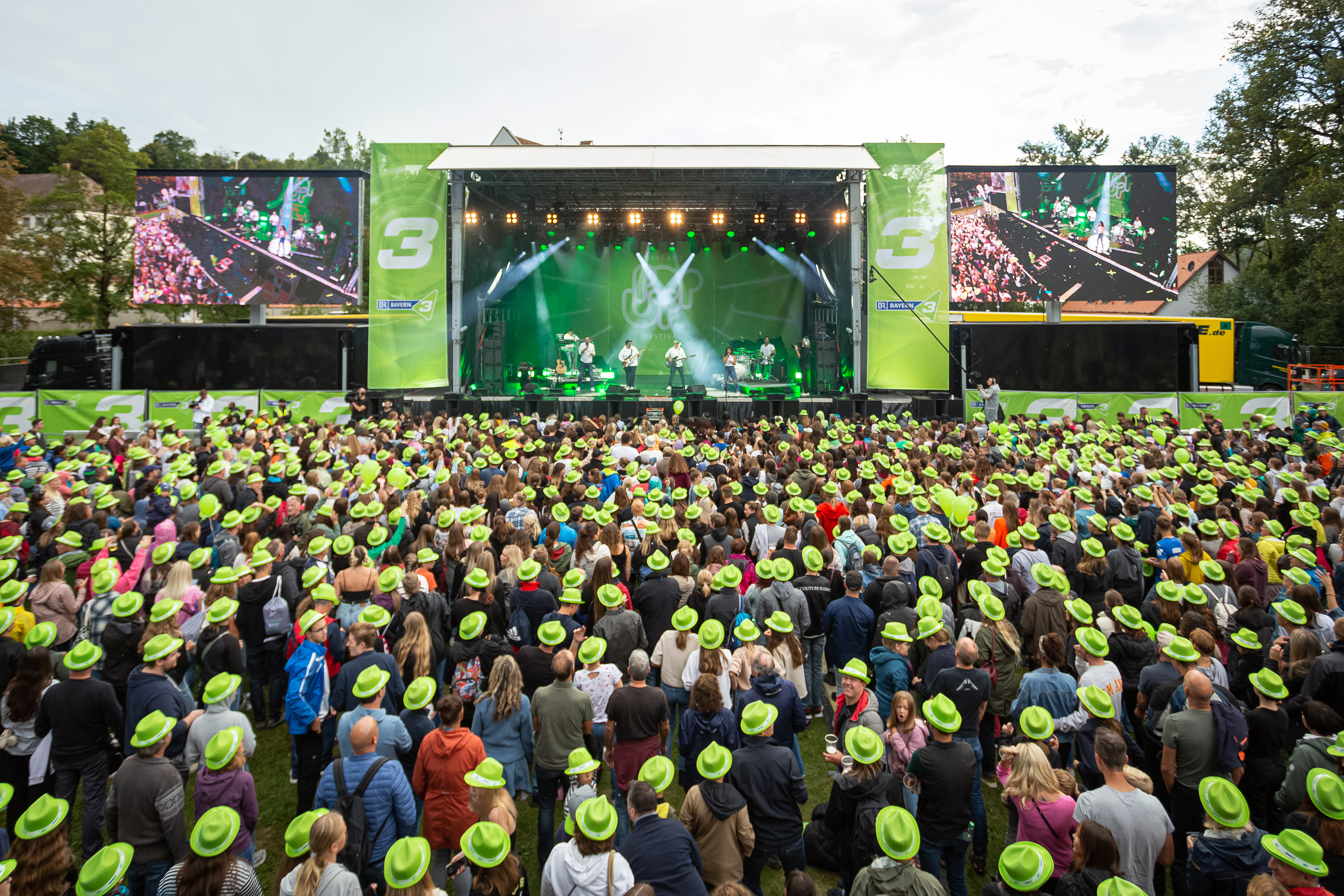
Bayern3 Pop Up Festival (Landshut, 16. September 2022)

### Aktuelle Formate

#### Bayern 3 Partyschiff
Seit 2006 veranstaltet der Sender jeden Frühsommer Partys auf der „MS Catwalk“ unter dem Titel Bayern 3 Partyschiff und fährt damit quer durch Bayern auf der Donau, der Altmühl, dem Main und dem Main-Donau-Kanal. Angefahren werden pro Saison rund 40 Stationen.

#### Festivals
Der Sender organisiert pro Jahr ein „Bayern 3 Pop-up Festival“ sowie für Newcomer das Festival „Bayern 3 fresh“ (Start: 2018).

### Ehemalige Formate

#### Bayern 3 Dorffest
Von 2008 bis 2018 fand jährlich das Bayern 3 Dorffest in wechselnden Gemeinden Bayerns statt. Der Sender organisierte hierfür jeweils ein Bühnenprogramm mit Künstlern und stellte eine professionelle Konzertbühne inklusive Technik, Licht- und Tonanlage zur Verfügung. Aus ganz Bayern konnten sich „Dörfer“ als Veranstaltungsort bewerben, sofern sie ein Veranstaltungsgelände in ausreichender Größe und Beschaffenheit zur Verfügung stellen konnten. Wo die Veranstaltung stattfand, wurde in einem Wettbewerb entschieden, in welchem die Bewerber in mehreren Spielrunden gegeneinander antraten. Der Eintritt war für die Besucher frei. 2019 bestimmte Bayern 3 den Austragungsort nach Eingang der Bewerbungen selbst. Den Zuschlag erhielt Kraftisried, doch das Dorffest musste nach anhaltendem Dauerregen aus Sicherheitsgründen abgesagt werden. 2020 und 2021 konnte das Open-Air-Festival aufgrund der weltweiten Corona-Pandemie ebenfalls nicht stattfinden. Daraufhin wurde das Dorffest nicht mehr wiederbelebt.

#### Comedygipfel
Jeden Herbst veranstaltete Bayern 3 bis in die 2000er Jahre den sogenannten Comedy-Gipfel, bei dem Comedians wie Chris Boettcher, Bruno Jonas, Rick Kavanian, Willy Astor und Wolfgang Krebs auftraten.

#### 90 Jahre Radio
Am 18. Oktober 2013 sendete Bayern 3 seine Frühsendung Die Frühaufdreher aus dem Herkulessaal der Münchner Residenz. Als Hommage an „90 Jahre Radio in Deutschland“ wurden alle Sendungselemente wie Nachrichtenjingle, Hintergrundmusiken, Wetter- und Verkehrsmusiken etc. live vom Symphonieorchester und dem Chor des Bayerischen Rundfunks eingespielt. Ebenfalls live waren Station-Voice sowie verschiedene Comedy-Elemente, die normalerweise aufgezeichnet sind. Christina Stürmer trat mit ihrer Band live und unplugged auf.